# 猪名部真根
韋那部 真根、あるいは猪名部 真根（いなべ の まね、生没年不詳）とは、古墳時代の人物で、木工（こだくみ）にして墨縄職人。

## 概要
「猪名部」は木工を専業とした品部で、「猪名」は『日本書紀』巻第十一に「猪名県」の佐伯部が苞苴（おおにえ）を献上した、と出ている。また、『和名類聚抄』には「摂津国河辺郡為奈郷」（現在の尼崎市東北部）のことがあげられている。大阪府池田市から兵庫県尼崎市、伊丹市、川西市にかけ、猪名川沿いに広がる平野のことを「猪名野」という。
『日本書紀』巻第十の応神天皇紀には、官船「枯野」のエピソードがある。老朽化した船を焼いて取った塩を諸国に売って資金を得て、新しい船を建造することになり、諸国から500船が集ったが、武庫水門に停泊中に新羅船の失火が引火したことが原因で多くが焼失してしまったため新羅人が責められた。新羅の国王はこのことを聞き、大いに驚き慌てて優れた工匠を奉った。これが「猪名部」の先祖だと紹介されている。
『日本書紀』巻第十四によると、真根の常に刃先を誤らず、刃をこぼさない様子を雄略天皇に怪しまれ、天皇に「誤って（台座の）石に当てることはないのか」と尋ねられた。真根が「決して誤らない」と答えた。すると、天皇は采女を呼び集めて衣服を脱ぎ褌にして人前で女相撲を取らせた。その様子を見とれた真根は刃先を誤り、雄略天皇の手前で豪語した事と違ったために処刑執行となるところ、その仲間が真根の処刑による匠の墨縄技術の失伝を憂う歌を詠んだ。それを聞いた雄略天皇が処刑中止の為の使いを出し、執行寸前で中止となり、事なきを得た。なおこの顛末を記述した箇所が「相撲」という言葉が用いられた最も古い記録である。